# Hypocyrta fritschii
Hypocyrta fritschii là một loài thực vật có hoa trong họ Tai voi. Loài này được (Hoehne) Handro mô tả khoa học đầu tiên năm 1964.